# Йозеф Грол
Йозеф Грол (на немски: Josef Groll) е баварски пивовар, станал известен с изобретяването на бирения стил пилзнер.

## Биография
Йозеф Грол се ражда в немския град Вилсхофен на река Дунав в семейство на пивовар. Пивоварство изучава в семейната пивоварна, както и при известните пивовари Габриел Зиделмайер в Мюнхен и Антон Дреер във Виена.
В началото на 1840-те години гражданите на град Пилзен, Бохемия (днешна Чехия), не са доволни от бирата от вида Oberhefenbier. Те публично изсипват няколко бурета с бира, за да привлекат вниманието към лошото ѝ качество и краткия срок на годност. Решено е да се изгради нова пивоварна, която е в състояние да произвежда бира с по-дълъг срок на съхранение. Към този момент това е бирата от вида на т.нар. „баварска бира“, тъй като дънната (долна) ферментация за първи път става популярна в Бавария, и се разпространява от там. Климатът в Бохемия е подобен на този в Бавария и съществува възможността за съхранение на зимен лед и охлаждането на ферментационните резервоари с бира от 4 до 9 градуса за около година, което е необходимо за долната ферментация.
Баварската бира има отлична репутация и баварските пивопроизводители са водещи в търговията с бира. По този начин е построена нова пивоварна, но също така са наети и майстори пивовари, един от тях е Йозеф Грол. Бащата на Йозеф е собственик на пивоварна в Вилсхофен, Долна Бавария, и отдавна експериментира с нови рецепти за създаване на бира посредством долна ферментация.
На 5 октомври 1842 г. Грол произвежда първата партида от бира „Urquell“, която се характеризира с използването на мека бохемска вода, много светъл малц и хмел от Сааз (Жатец). За първи път бира от този вид е представена на клиентите в заведенията „Zum Goldenen Anker“, „Zur Weissen Rose“ и „Hanes“ на 11 ноември 1842 г. и е много добре приета от населението.
Йозеф Грол подписва договор за майстор на пивоварната „Bürgerliches Brauhaus“ („Пивоварна на гражданите“) в Пилзен, който изтича на 30 април 1845 г. и не е подновен. Грол се завръща в родния Вилсхофен, където по-късно наследява пивоварната на баща си.
Йозеф Грол умира на 22 октомври 1887 г., на 74-годишна възраст. Умира на масата на „редовните посетители“, в кръчмата „Wolferstetter Keller“ във Вилсхофен, докато пие бира.
Пивоварната „Groll“ вече не съществува. Части от пивоварната, обаче, са придобити от „Wolferstetter“ – друга пивоварна, разположена във Вилсхофен. В пивоварната „Wolferstetter“ все още се произвежда бира – „Josef Groll Pils“, в чест на създателя на бирата от вида Пилзнер.
Главни действащи лица в развитието на технологията на ниската ферментация от модерен индустриален тип са баварските пивовари Габриел Зиделмайер и Антон Дреер. През двадесети век сред учените избухва спор кой от двамата прочути пивовари е първият, осъществил този революционен пивоварен процес. Объркването става още по-голямо, когато жителите на Пилзен застават зад тезата, че изобретател на долната ферментация е Йозеф Грол през 1842 г., когато той създава бирата Pilsner Urquell, и поставя началото на стила пилзнер. И Адолф Хитлер се включва в полемиката, като назначава комисия, която да разреши спора за първоавторството.. През 1942 г. комисията обявява своето заключение: първата индустриално сварена бира по метода на долната ферментация, е произведена от Антон Дреер през 1841 г.